# Helsing (företag)
Helsing GmbH är ett tyskt försvarsföretag, som utvecklar patrullrobotar samt AI-mjukvara för militära vapensystem och för stridsbeslutssystem.
Helsing grundades 2021 och har sitt högkvarter i München. Det började som ett mjukvaruföretag, men utvecklade också tidigt drönare. Patrullroboten HX-2 Karma, tillkännagavs i december 2024. Företaget har etablerat dotterföretag i Estland, Frankrike och Storbritannien. Enligt medgrundaren Torsten Reil var Rysslands annektering av Krim 2014 en anledning till att bilda företaget. Helsing har tillkännagivit att det endast säljer sina produkter till demokratiskt styrda länder.
Det 2017 grundade Hellsicht, medgrundaren Niklas Köhlers företag för djupinlärning, inlemmades i Helsing. Efter Rysslands invasion av Ukraina 2022 ingick Helsing i september 2022 i partnerskap med Rheinmetall och i september 2023 med Saab AB för att integrera Helsings AI-system i dessa företags befintliga vapensystem.
Helsing träffade i februari 2025 avtal om strategiskt samarbete med det franska AI-företaget Mistral AI, som utvecklar generativa stora språkmodeller, bland annat för textroboten Le Chat.